# Ebrei berberi
Gli ebrei berberi fanno parte di tutte quelle comunità ebree di lingua berbera che abitano la catena montuosa dell'Atlante in Marocco.
L'origine di tali comunità non è ancora del tutto chiara. Secondo alcune teorie tali comunità si originano da un'influenza giudea tra i berberi mentre per altri si tratterebbe semplicemente di un'influenza berbera tra gli ebrei. Tra il 1950 e il 1970 la maggior parte delle comunità sono emigrate in Francia, negli Stati Uniti e in Israele.

## Storia
Gli ebrei si stabilirono nel Nordafrica sin dall'epoca romana e la loro presenza nella provincia romana d'Africa fu di enorme importanza. L'accettazione da parte dei berberi dell'ebraismo come propria religione, nonché la successiva conversione da parte di numerose tribù, avvenne nel corso del tempo. Lo storico francese Eugène Albertini data la giudeizzazione di alcune tribù berbere e la loro espansione da Tripolitania alle oasi sahariane intorno alla fine del I secolo. Marcel Simon ritiene che il primo contatto tra i berberi occidentali e l'ebraismo sia avvenuto durante la prima guerra giudaica del 66-70.
Durante la conquista araba dell'Africa nord-occidentale, esistevano, secondo lo storico arabo Ibn Khaldun, alcune tribù berbere che professavano l'ebraismo. Si suppone che la leader militare berbera Dihya fosse una berbera di religione ebraica. Si dice che Dihaya avesse incitato i berberi della regione Aurès (nel territorio di Chaoui), negli speroni orientali della catena Atlante nell'odierna Algeria, a un'ultima e infruttuosa resistenza al generale arabo Hassan ibn al-Nu'man.
Nel 1912 si contavano in Marocco 8.000 ebrei berberi, su un totale di circa 100.000 ebrei marocchini, la stragrande maggioranza dei quali arabofoni.
Dopo la guerra arabo-israeliana del 1948, la tensione tra le comunità ebraiche e le comunità musulmane crebbe vertiginosamente. Gli ebrei del Maghreb furono costretti a emigrare a causa delle tensioni crescenti. Oggi la comunità indigena berbero-ebraica non esiste quasi più in Marocco. La popolazione marocchina di religione ebraica conta circa 8.000 persone, per lo più residenti a Casablanca, la maggior parte delle quali sono però tradizionalmente di lingua araba.

## Origini
In passato sarebbe stato molto difficile stabilire se questi clan di ebrei berberi fossero di origine israelitica che, attraverso un processo di assimilazione, si sono poi avvicinati alla cultura e alla lingua berbera oppure se fossero indigeni berberi che nel corso dei secoli si sono convertiti alla religione ebraica, spinti dai colonizzatori ebrei. André Goldenberg e Simon Lévy sono alcuni dei sostenitori di questa seconda interpretazione.
Nel 1923 Franz Boas affermò che una comparazione tra gli ebrei del Nordafrica, quelli dell'Europa occidentale e quelli della Russia "dimostra chiaramente in ogni circostanza una marcata assimilazione tra gli ebrei e le genti tra le quali questi hanno vissuto" e che "gli ebrei del Nord Africa sono, nei loro tratti essenziali, nordafricani".
La teoria di una giudaizzazione di massa è stata messa in discussione da uno studio recente condotto analizzando campioni di mtDNA. Lo studio (condotto tra gli altri da Behar), con l'analisi di piccoli campioni di DNA di ebrei nordafricani (Libia (83); Marocco (149); Tunisia (37)) dimostra che gli ebrei provenienti dal Nord Africa sono privi di alcuni tratti tipici dei nordafricani. Dunque, la mancanza di aplogruppi M1 e U6 tra i nordafricani rende improbabile la possibilità di una mescolanza tra gli arabi indigeni ed i berberi. Tuttavia, questa conclusione deve essere necessariamente smorzata dal fatto che i aplogruppi M1 e U6 non si trovano in ogni gruppo etnico berbero. Per esempio, uno studio condotto da Fadhlaoui-Zid et alii (2004), non ha trovato alcuna traccia di M1 o U6 nei berberi tunisini provenienti da Chenini-Douiret; un altro studio di Loueslati et alii (2006) ha dimostrato l'assenza di M1 e U6 nei berberi tunisini di Jerba.
Inoltre, secondo lo stesso studio di Behar et alii, le comunità di berberi israeliti del Nord Africa non condividono alcuni dei loro tratti essenziali con le comunità ebraiche del Vicino Oriente.
Studi successivi che hanno utilizzato campioni di dimensioni più grandi hanno identificato l'esistenza degli aplogruppi M1 e U6 tra gli ebrei nordafricani, anche se solo raramente. Uno studio del 2010 (condotto tra gli altri da Pereira) raccolto un campione genetico da un ebreo tunisino che appartiene all'aplogruppo U6a7 e raccolto due campioni genetici di ebrei marocchini appartenenti all'aplogruppo U6a1. L'aplogruppo M1a1 è presente tra gli ebrei marocchini. Resta indeterminato se i loro antenati matrilineari fossero convertiti berberi invece dei membri di altri gruppi etnici, come una popolazione della Spagna in cui esiste una mescolanza nordafricana.